# Stehsammler

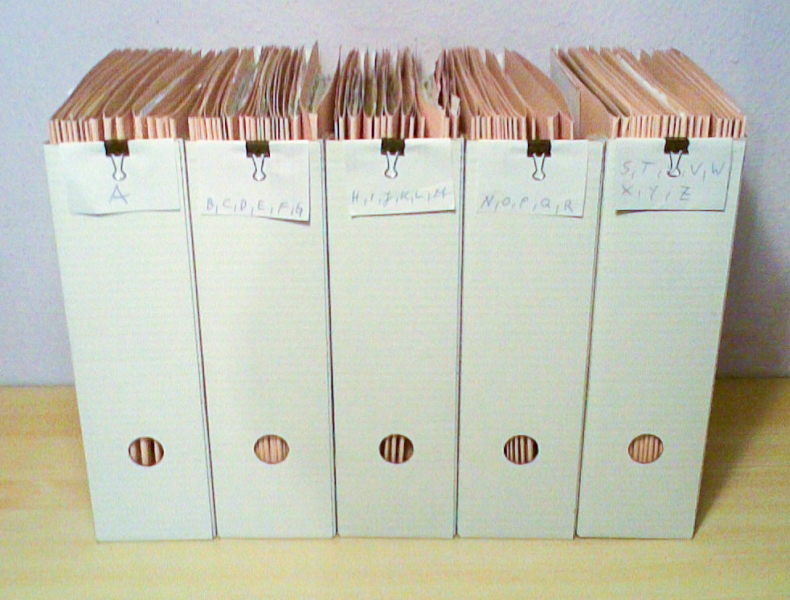
Archiv-Stehsammler mit losem Schriftgut in Aktendeckeln und mit provisorischer alphabetischer Beschriftung (mit kleinen Foldback-Klammern befestigt)

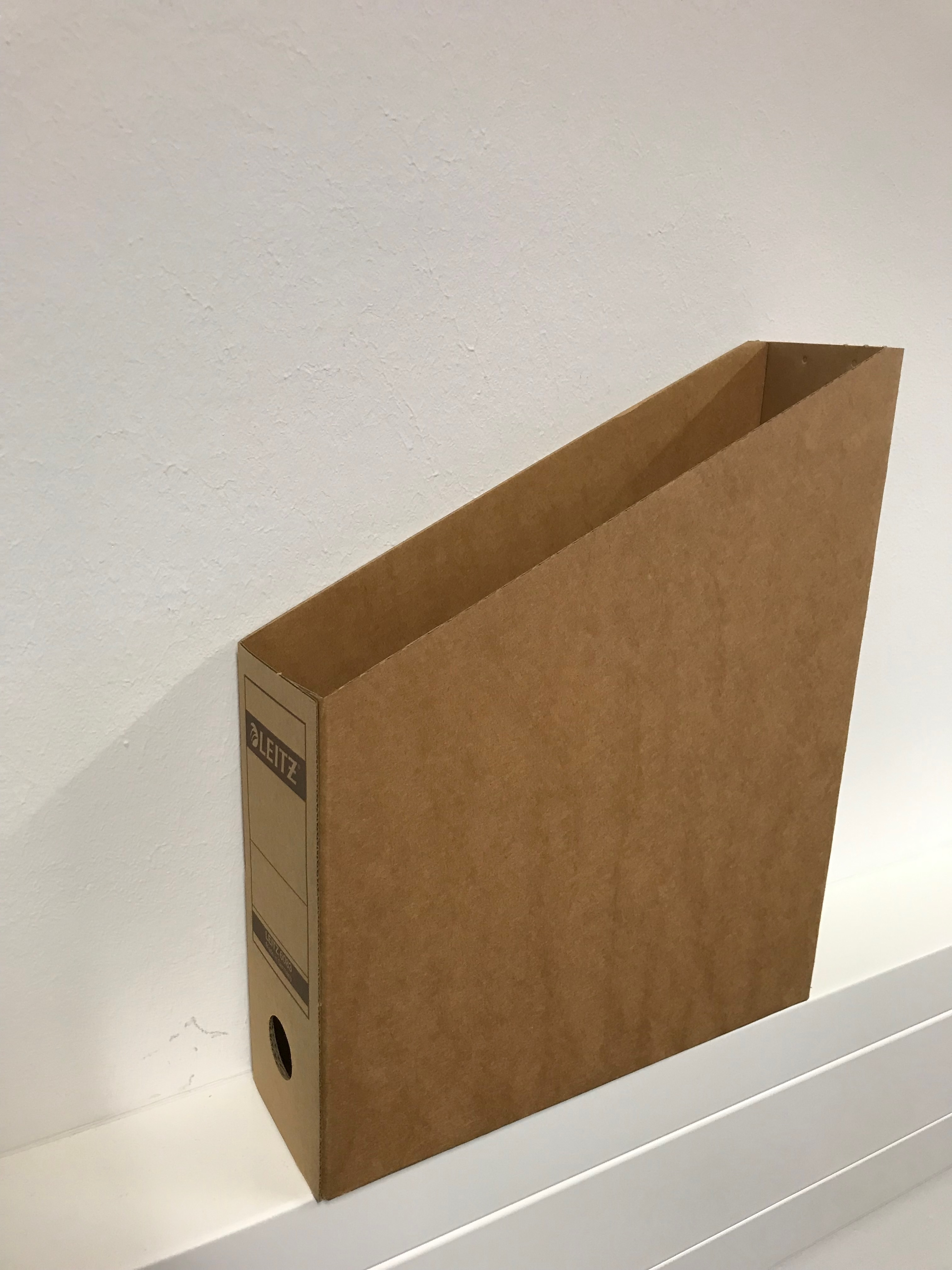
Stehsammler haben typischerweise unterschiedlich hohe Vorder- und Rückseiten, damit die Schriftstücke, Mappen, Hefte etc. leichter entnommen werden können

Als Stehsammler, auch Zeitschriftensammler, werden Stehordner für ungelochtes Schriftgut und zum Sammeln von Zeitschriften, Broschüren und Katalogen etc. bezeichnet. Sie werden für die stehende Ablage des Sammelguts genutzt, wobei zumeist mehrere Stehsammler seitlich nebeneinanderstehend aufbewahrt werden (sogenannte laterale Stehablage). Meistens sind sie für die Aufbewahrung von Sammelgut bis zum Format A4/C4 ausgelegt, so dass zum Beispiel Aktendeckel (mit losem Schriftgut) oder überformatige Zeitschriften etc. noch hineinpassen. Sie bestehen aus Pappe, starkem Karton oder Kunststoff, zudem gelegentlich aus dünnem Sperrholz und eher selten aus Metall. Sogenannte Archiv-Stehsammler werden meist aus preiswerterer Wellpappe und in besonders kompakten Abmessungen hergestellt.
In Form und Größe ähneln sie üblichen Aktenordnern. Dies gilt insbesondere für die „hohe Sichtseite“ von Stehsammlern – der sichtbaren Stirnseite bei aneinandergereihten oder in Regale eingestellten Stehsammlern –, die der Rückenseite von Aktenordnern entspricht. Wie bei diesen ist die hohe Sichtseite oft mit einem im unteren Bereich liegenden Griffloch und einem darüber liegenden Beschriftungsfeld ausgestattet, alternativ kann teils ein Beschriftungsetikett aufgeklebt oder ein Beschriftungsschild („Rückenschild“) in einen Rahmen oder eine Sichthülle eingesteckt werden. Indes sind im Unterschied zu Aktenordnern die beiden Längsseiten von Stehsammlern jeweils nach hinten abgeschrägt und die Rückseite ist in der sich ergebenden Resthöhe geschlossen, um sowohl das Sammelgut leichter einstecken zu können als auch dessen Herausfallen zu verhindern.
Es gibt zudem Modelle, bei denen die teilhohe „hintere“ Stirnseite ebenfalls oder nur diese als „Sichtseite“ ausgebildet ist. Solche Stehsammler oder eine derartige Aufbewahrungs- und Reihungsform werden vor allem für die Sammlung von Fachzeitschriften und anderen Zeitschriften etc. verwendet, deren übliche Rückenbeschriftung so zumindest teilweise gelesen werden kann und die von vorne aus dem Stehsammler entnommen werden können. Oft ist für solche Aufbewahrungszwecke die teilhohe Stirnseite ebenfalls oder ausschließlich diese mit Griffloch und/oder Beschriftungsmöglichkeit ausgestattet.
Stehsammler gehören zur Produktpalette von verschiedenen Herstellern von Büro- und Archivmaterial und werden direkt oder über den Fach- und Einzelhandel vertrieben. Sie sind in Bürobedarfs- und Schreibwaren-Geschäften und in Kaufhäusern erhältlich, sowie zudem oft in Schreibwaren- und Bürobedarfs-Abteilungen von großen Super-, Drogerie- und Verbrauchermärkten anzutreffen.